# Club nautique havrais

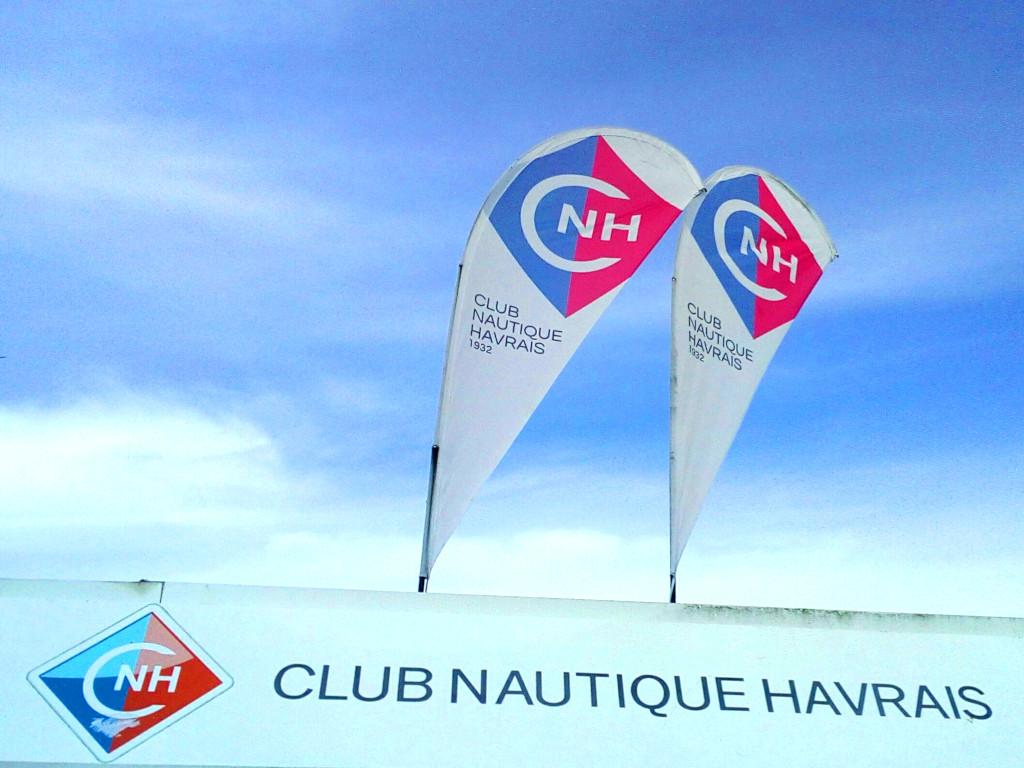
Logo CNH

Le Club Nautique Havrais est un club de natation situé au Havre.

## Historique du club
Le Club Nautique Havrais est né en 1932 du rapprochement de 2 clubs l’Union Fédérale de Normandie (U.F.N.N) qui connait des problèmes financiers et l’Association Sportive Augustin Normand (A.S.A.N) qui possède des installations quai Lamblardie, dans un bassin situé dans le centre-ville du Havre.
Le nouveau club des « bleus et rouges » dirigé par Bernard Fournier (UFNN) et Pierre Leporq (ASAN) clôture sa première saison avec 600 membres alors que les plus optimistes n'en espéraient que 150 et la progression de la pratique sportive est constante jusqu'en 1939.
Dans le bassin du Commerce les installations sont flottantes, y compris les vestiaires situés dans une péniche.
Après Charles Guerrier, André Levillain, Maître Galanti et Maurice Lecoq, Georges Le Houerou est porté à la présidence de 1938 à 1958. Lui succédent Georges Le Houerou puis René Auvray.
Après un arrêt en 1940, dès 1941 l'activité reprend et la plage du Havre étant interdite, le Club nautique accueille 2 500 adhérents quai Lamblardie. En 1944, les installations sont détruites et le CNH s'installe pour une saison dans un baraquement du bassin de la Barre à l'emplacement actuel du Centre de Commerce International. En 1946 le CNH compte à nouveau 2 500 adhérents.
Le 7 août 1958 il est interdit de se baigner dans l'eau polluée du bassin de commerce et le CNH trouve refuge sur la plage aux « Bains Maritimes ».
Dès 1959, le président René Auvray et son équipe se lancent dans l'élaboration des plans de la piscine du front de mer.
En octobre 1963, le permis de construire est accordé et le 6 juin 1964, le rêve devient réalité : la piscine est inaugurée en offrant à ses adhérents les installations modernes et confortables d'une piscine de 25 mètres, d'eau douce chauffée.

## Activité sportive
Dès 1932, le Club nautique devient le premier club normand de natation.
En water-polo, si les débuts sont difficiles, les « Bleus et Rouges » triomphent dès 1937 en remportant les premiers titres de Champions de Normandie.
La section ballets nautiques est créée en 1947, sous la houlette d'Édouard Thomas. Lors de sa création le Club nautique déten'ait l'une des premières équipes de France, tant par la qualité que par le nombre de ballerines. Actuellement c'est un groupe d'environ 90 ballerines de niveau régional qui représente le Club Nautique Havrais sur les compétitions Normandes.
La section plongeon est créée en 1947. Actuellement, le plongeon n'est plus actif au club car le seul plongeoir de la ville a été detruit lors des travaux de la piscine du Cours de la République.

## Palmarès - Natation
En 1949, Micheline Lavialle est championne de France minime du 50 m crawl en 37" 5/10.
En 1980, le CNH envoie pour la première fois de son histoire un nageur aux JO. Xavier Savin représente le club à Moscou.
En 1996, c'est au tour de David Abrard de représenter le CNH aux Jeux d'Atlanta.
En 2004, Hugues Duboscq est le premier nageur du CNH à remporter une médaille olympique. 
Hugues Duboscq a remporté de nombreuses médailles dans les compétitions nationales et internationales dans les années 2000. Depuis son départ à la retraite en 2012, le club n'a plus remporté la moindre médaille aux Championnats de France. En 2015, l'entraineur emblématique Christos Paparodopoulos quitte lui aussi le CNH à la suite d'un licenciement économique. Le club, en difficulté, laissera alors partir l'ensemble de ses nageurs de haut niveau.En 2017, avec le retour de Hugues Duboscq en tant que président de section et l'arrivee d'un nouvel entraîneu, Timothee Diebolt, le club a retrouvé de l'ambition chez les jeunes et les juniors. Il entend couver ses jeunes nageurs et les accompagner vers le haut niveau.
En 2019 une nageuse se qualifie de nouveau pour les championnats de France Élite.
Palmarès championnat de France Elite - bassin de 50 m

| Compétition             | Classement    | Nombre de nageurs engagés | OR                      | ARGENT           | BRONZE               |
| 2021 - Chartres         | NC - 0 pts    | 0                         | -                       | -                | -                    |
| 2020 - Saint-Raphaël    | NC - 0 pts    | 0                         | -                       | -                | -                    |
| 2019 - Rennes           | NC - 0 pts    | 0                         | -                       | -                | -                    |
| 2018 - Saint-Raphaël    | NC - 0 pts    | 0                         | -                       | -                | -                    |
| 2017 - Schiltigheim     | NC - 0 pts    | 0                         | -                       | -                | -                    |
| 2016 - Montpellier      | 102e - 25 pts | 1                         | -                       | -                | -                    |
| 2015 - Limoges          | 77e - 30 pts  | 3                         | -                       | -                | -                    |
| 2014 - Chartres         | 141e - 3 pts  | 3                         | -                       | -                | -                    |
| 2013 - Rennes           | -             | 0                         | -                       | -                | -                    |
| 2012 - Dunkerque        | 17e - 276 pts | 4                         | 1 (200 brasse H)        | 1 (50 brasse H)  | 1 (100 brasse H)     |
| 2011 - Strasbourg       | 34e - 170 pts | 3                         | 2 (100/200 brasse H)    | 1 (50 brasse H)  | -                    |
| 2010 - Saint-Raphaël    | 16e - 113 pts | 3                         | 2 (100/200 brasse H)    | 1 (50 brasse H)  | -                    |
| 2009 - Montpellier      | 32e - 81 pts  | 3                         | 1 (100 brasse H)        | -                | -                    |
| 2008 - Dunkerque        | 29e - 82 pts  | 2                         | 2 (100/200 brasse H)    | -                | -                    |
| 2007 - Saint-Raphaël    | 21e - 132 pts | 2                         | 3 (50/100/200 brasse H) | -                | -                    |
| 2006 - Tours            | 28e - 123 pts | 1                         | 3 (50/100/200 brasse H) | -                | -                    |
| 2005 - Nancy            | 29e - 82 pts  | 4                         | 3 (50/100/200 brasse H) | -                | -                    |
| 2004 - Dunkerque        | 22e - 140 pts | 2                         | 3 (50/100/200 brasse H) | -                | -                    |
| 2003 - Saint-Étienne    | 24e - 115 pts | 3                         | 2 (50/100 brasse H)     | 1 (200 brasse H) | -                    |
| 2002 - Chalon-sur-Saône | 9e            | 3                         | 2 (50/100 brasse H)     | -                | -                    |
| 2001 - Chamalières      | 12e           | 2                         | 1 (100 brasse H)        | -                | -                    |
| 2000 -                  | ??            | ?                         | -                       | -                | -                    |
| 1999 - Dunkerque        | 20e           | 1                         | -                       | -                | 2 (100/200 brasse H) |
| ...                     | ...           | ...                       | ...                     | ...              |                      |

Classement national des clubs 
2019/2020 → 119e (classement régional : 4e sur 60 club normands)

2018/2019 → 111e (classement régional : 6e sur 62 club normands)

2017/2018 → 175e (classement régional : 6e sur 63 club normands)

2016/2017 → 339e

2015/2016  → 288e

2014/2015 → 215e

2013/2014 → 550e

2012/2013 → 259e

2011/2012 → 427e

2010/2011 → 127e

2009/2010 → 65e
 
2008/2009 → 47e

2007/2008 → 57e

2006/2007 → 44e

2005/2006 → 41e

2004/2005 → 41e

2003/2004 → 59e

2002/2003 → 65e

2001/2002 → 85e

2000/2001 → 79e

1999/2000 → 194e

## Palmarès - Natation Master
Le CNH a développé une section maitres depuis plusieurs années.
L'équipe maitre participe régulièrement aux championnats de France, d'Europe et du Monde de la discipline.

Palmarès Maitres

Championnat de France Hiver - bassin de 25 m

| Compétition             | Classement      | Nombre de nageurs engagés | OR                                                   | ARGENT                                            | BRONZE                                          |
| 2016 - Angers           | 79e - 69 pts    | 7                         | 2 50/100NL F C13                                     | 1 800NL F C3                                      | 1 1004N H C8                                    |
| 2015 - Rennes           | 95e - 60 pts    | 8                         | 2 50/100NL F C13                                     | -                                                 | -                                               |
| 2014 - Paris            | 250e - 12 pts   | 7                         | -                                                    | -                                                 | -                                               |
| 2013 - Chartres         | 147e - 32 pts   | 11                        | -                                                    | -                                                 | -                                               |
| 2012 - Angers           | 14e - 209 pts   | 15                        | 6 200/400NL M C1, 50NL D C12, 20/100/200Brasse M C12 | 5 50Dos-200Pap D C6, 100NL D C12, 100/200Dos M C2 | 5 100NL H C1, 200/400NL-50Dos H C2, 200Dos D C6 |
| 2011 - Dunkerque        | 12e - 223 pts   | 16                        | 9                                                    | 5                                                 | 2                                               |
| 2010 - Clermont-Ferrand | 9e - 15687 pts  | 19                        | 7                                                    | 2                                                 | 2 4*504N D R5, 200Dos D C6                      |
| 2009 - Dunkerque        | 25e - 7765 pts  | 12                        | 3                                                    | 2                                                 | 1                                               |
| 2008 - Cambrai          | 17e - 11010 pts | 17                        | 2                                                    | 4                                                 | 2                                               |
| 2007 - Angers           | 107e - 5208 pts | 12                        | 3                                                    | 0                                                 | 1                                               |
| 2006 - Dunkerque        | 157e - 2320 pts | 4                         | 4                                                    | 0                                                 | 1                                               |
| 2005 - Dunkerque        | 64e - 4677 pts  | 8                         | 3                                                    | 4                                                 | 1                                               |
| 2004 - Istres           | -               | 3                         | 1                                                    | 3                                                 | 0                                               |
| 2003 - Tours            | -               | 6                         | 1                                                    | 4                                                 | 2                                               |
| 2002 - Le Lamentin      | -               | 1                         | 0                                                    | 2                                                 | 1                                               |